# Lindach (Egmating)
Lindach ist ein Gemeindeteil der Gemeinde Egmating im Landkreis Ebersberg im Regierungsbezirk Oberbayern.

## Lage
Der Weiler liegt zwischen Egmating und Münster im Südosten von München.

## Geschichte
Der Ortsname Lindach bedeutet „bei einem Lindengehölz“ und ist eine Tochterrodung des Klosters, das bis ins 8. Jahrhundert in Münster existierte.
Aus dem Jahr 1050 ist ein Edler namens Reginhart historisch fassbar.
Das bayerische Urkataster zeigt Lindach in den 1810er Jahren mit sechs Herdstellen. Die Wirtschaftsflächen sind durch Erbfolge bereits stark kleinräumig zersiedelt.

## Kapelle St. Andreas
Die Kapelle steht auf einem kleinen Hügel am südlichen Rand des Ortes.

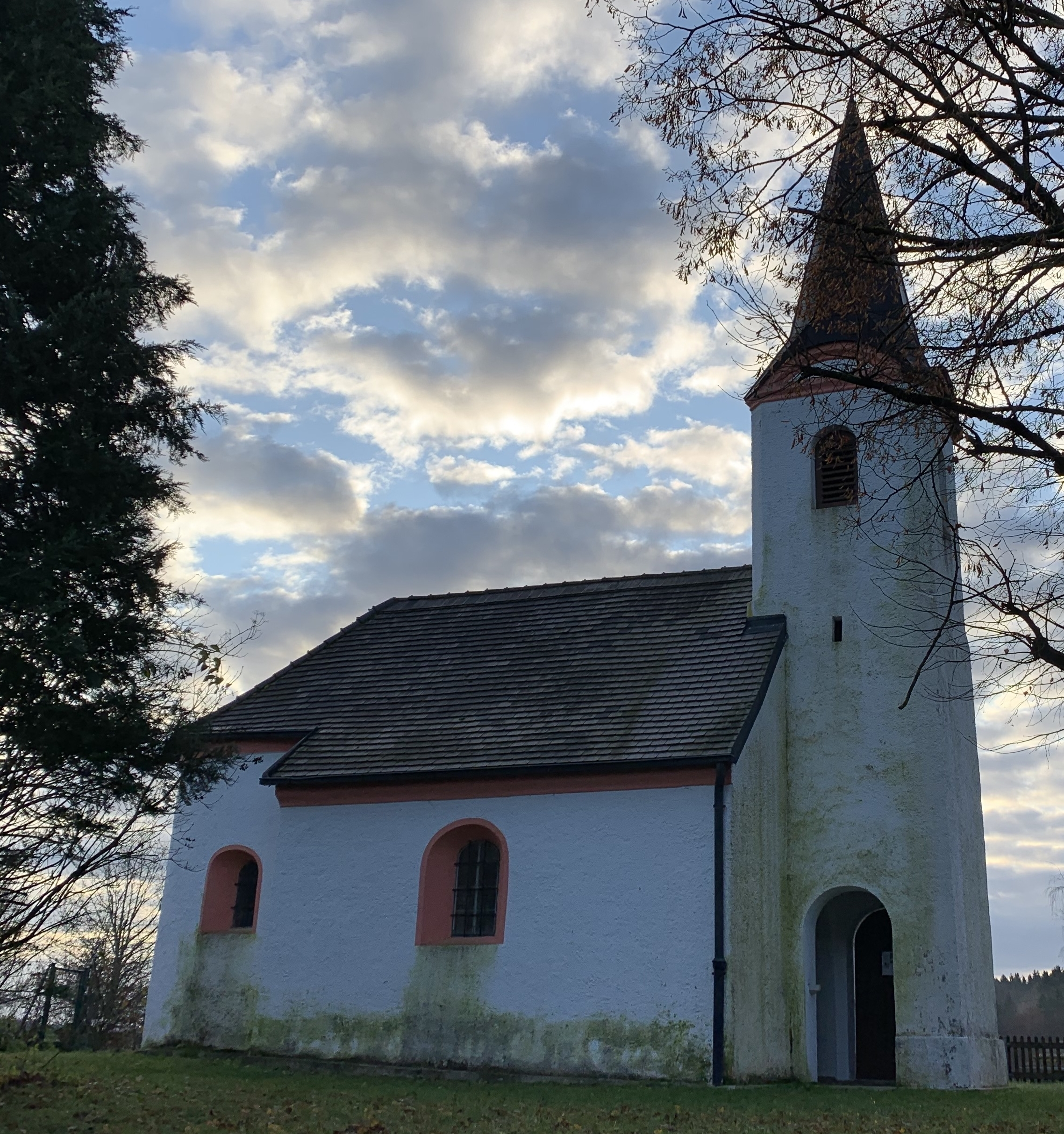
Lindach bei Egmating Kapelle St. Andreas: Blick von Norden.
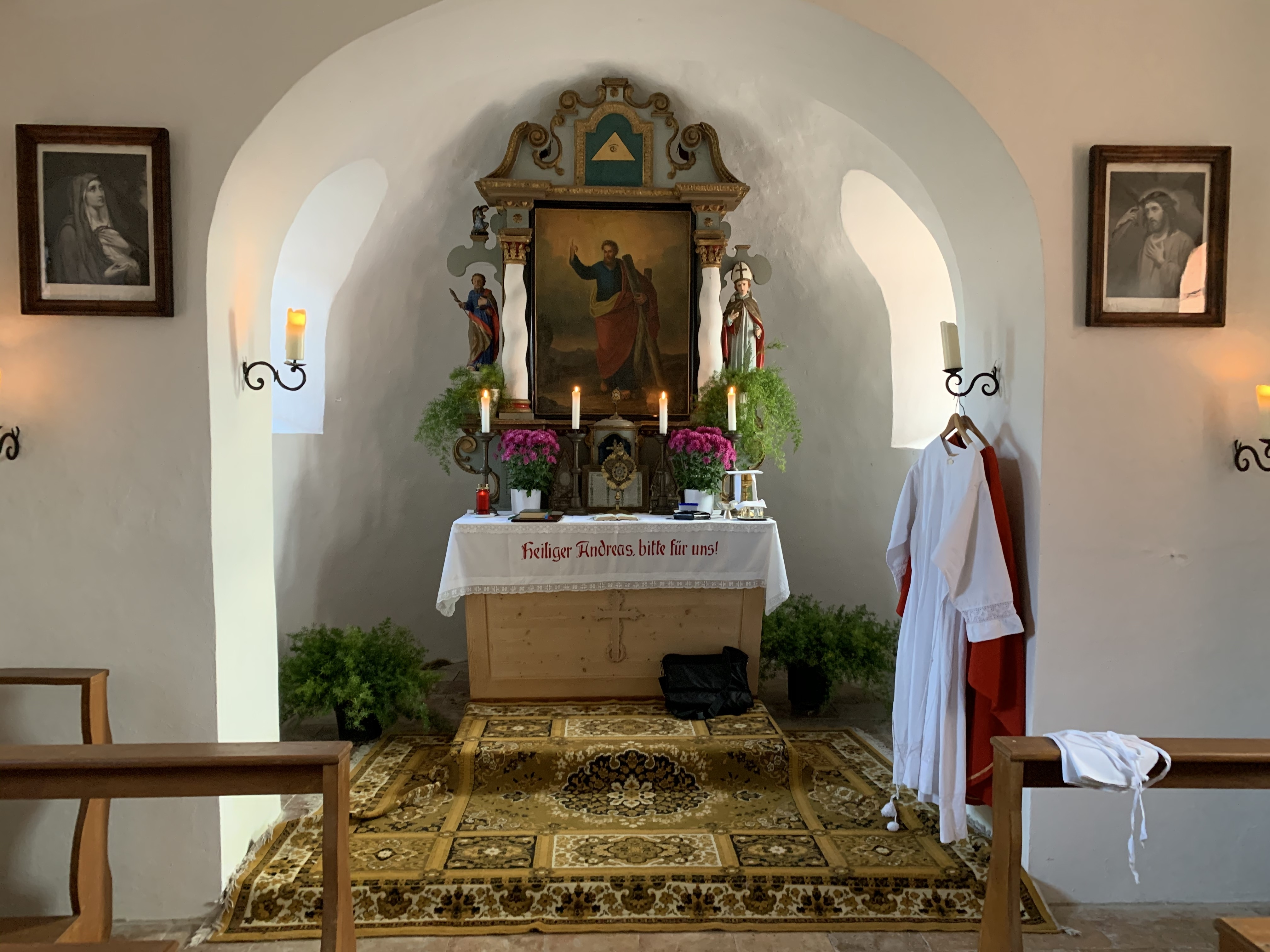
Lindach bei Egmating Kapelle St. Andreas: Innensicht auf den Altar.

Es handelt sich um einen romanischen Tuffquaderbau aus dem 12. Jahrhundert, bestehend aus einem kurzen Langhaus und einer eingezogenen, hufeisenförmigen Apsis. Das Schlitzfenster in der Mitte der Apsis stammt noch aus der Erbauungszeit, alle übrigen Fenster wurden im Barock vergrößert.
Der barocke Turm an der Westseite von 1690 bekam 1880 nach einem Blitzschlag ein neugotisches Spitzdach.